# Might and Magic VIII: Day of the Destroyer
Might and Magic VIII: Day of the Destroyer (česky Den Ničitele) je trojrozměrná RPG hra pro systém Microsoft Windows, vyvinutá společností New World Computing a vydaná v roce 2000 společností 3DO. Odehrává se na stejné planetě jako předchozí dva díly série, tentokrát na kontinentu Jadame. Rovněž události, kolem kterých se příběh točí, navazují na předchozí hry.

## Příběh
Úvod hry obstarává videosekvence, ve které tajemný mág vykouzlí ohromný rudý krystal uprostřed přístavního města zvaného Havraní pobřeží. Krystal otevře ve čtyřech koutech světa brány do sfér elementů - Roviny vody, vzduchu, ohně a země. Přírodní katastrofy všeho druhu ničí, co jim přijde do cesty a neberou konce. Vypadá to, že celá země bude zničena. Tajemný mág je pohlcen krystalem.
Samotný děj začíná na Souostroví dýky, domova ještěrčího lidu. Postava hlavního hrdiny je členem karavany obchodníků, která na ostrovy dorazila krátce před vypuknutím katastrofy. Souostroví hrozí zničení nedalekou sopkou, zároveň se však objevují nemoci mezi obyvatelstvem a piráti, kteří drancují, co zbylo. Hráč dostává první úkoly, z nichž ten nejdůležitější je dostat se z ostrova na pevninu a podat zprávu o běsnící sopce velmistrům Cechu obchodníků, ptakticky nejvyšší uznávané instanci kontinentu Jadame.
Cech však potřebuje více informací a zároveň přicházejí zprávy, že piráti z ostrova Regna posilují své loďstvo, a tak dalším hráčovým úkolem je přesvědčit ke spolupráci gildu pašeráků, která má dostatečně rychlé lodě, aby se pirátům vyhnula. Následujícím úkolem, čekajícím na hráče ve městě Alvaru, je vytvořit alianci pěti národů, jen tak lze podle proroctví vzdorovat ničivým silám elementů. Třemi národy jsou elfové, minotauři a trollové. Zbývající dva si hráč zvolí sám: buď nekromanté nebo přívrženci Chrámu slunce a stejně tak zvolí mezi draky a drakobijci. Pro každý z národů je však třeba splnit náročný úkol, než se k alianci připojí.
Jakmile je aliance utvořena, hráč se dozví, že na pomoc připlouvají král Roland a královna Catherine, vládci Enrothského a Erathijského království, společně s mudrcem Xanthorem. V cestě jim však stojí piráti z Regny a hráč musí nejdříve zlikvidovat jejich loďstvo. Poté Xanthor vysvětlí, že může otevřít vchod do obrovského krystalu, k sestrojení klíče však potřebuje čtyři součásti, které se po jedné nachází v elementálních rovinách, za branami, ze kterých přišla zkáza.
Jakmile hráč obstará čtyři součásti, může projít krystalem na Rovinu mezi rovinami, místo chaosu, kde se setkává s tajemným mágem. Tajemný mág se ukáže být Escatonem, jedním z androidů Pradávných, podobným Corakovi a Sheltemovi z předchozích dílů. Tisíc let trvající válka mezi Pradávnými a Kreegany nebere konce a tak Pradávní, ač neradi, museli přistoupit na jediné možné řešení: každý jejich svět, na kterém se Kreegané usadí, musí být zničen. S tímto úkolem byl Escaton poslán na zdejší planetu a nemůže změnit svůj program přesto, že Kreegané byli zničeni už před několika lety (v šestém a sedmém dílu). Hráč musí tedy sám osvobodit vládce jednotlivých elementů, uvězněných na Rovině mezi rovinami. Po dokončení tohoto úkolu se živly vrátí zpět na své roviny a planeta je tak zachráněna před naplánovanou zkázou.

## Herní prostředí

### Hlavní postava
Před začátkem hry zvolí hráč z nabídky jednu postavu, hlavního hrdinu, se kterým začne hru. Tím se Might and Magic VIII liší od svých předchůdců, kde hráč vytvořil celou družinu. Hra se liší i tím, že každá z nabízených postav má předem dané své povolání a není možné je změnit. K téměř každé rase nebo povolání patří unikátní dovednosti nebo kouzla, ostatním nedostupná. Na výběr jsou:
- Kněz - člověk, ovládá nejvyšší kouzla bílé magie a také magií klerických (magie těla, mysli, ducha). Je to dobrý bojovník s palcátem a štítem, je omezen na kroužkovou a koženou zbroj. Může být povýšen na Kněze Slunce.
- Nekromant - člověk, ovládá nejsilnější kouzla živelních magií (ohně, vody, vzduchu, země) a rovněž kouzla černé magie. Je to špatný bojovník a má slabou vitalitu, ale jeho kouzelnické schopnosti jsou k nezaplacení. Může být povýšen na Licha za předpokladu, že se vzdá své smrtelné podstaty i těla a stane se nemrtvým.
- Rytíř - člověk, velmi dobrý bojovník, který ovládne všechny zbraně a může nosit plátovou zbroj, nenaučí se však čarovat. Je velmi vitální a může být povýšen na Šampióna.
- Temný elf - nejvšestrannější postava ve hře. Naučí se velmi dobře s mečem, dýkou a lukem. Dosáhne velmistrovství v nošení kroužkové zbroje, ovládne mistrovská živelní kouzla. Rovněž jej lze vytrénovat na velmistrovskou úroveň v odstraňování pastí a obchodování. Po povýšení dosáhne hodnosti Patriarchy.
- Troll - bojovník, který sice nikdy nebude vládnout magií, ale zato je mistrem v ničení nepřátel palcátem a má nejvyšší vitalitu ze všech dostupných. Jeho odolnost lze ještě navýšit výcvikem na velmistra v nošení kožené zbroje. Jeho povýšení je Válečný troll.
- Minotaur - Strašný bojovník se sekerou a v plátové zbroji může ovládnout expertní duševní kouzla a dosáhnout hodnosti Pán minotaurů.
- Drak - tento velký přínos družině a postrach nepřátel sice nemůže nosit žádnou zbroj ani zbraň, ale zato všechny sežehne plameny. Má své speciální dračí dovednosti a je velmistrem identifikace věcí a vnímání. Může být povýšen na Velkého wyrma. (Tato rasa je však jako hlavní postava nedostupná a pokud chcete mít draka ve své družině, musíte jej najmout během hry)
- Upír - nemrtvý bojovník. Je velmi rychlý, naučí se bojovat se dvěma dýkami a ovládne mistrovská duševní kouzla. Navíc má speciální upírské dovednosti a rozpozná každou bytost. Povýšení je Nosferatu.

### Ostatní členové družiny
V každém větším městě, i na začátku hry, je Krčma dobrodruhů, kde lze do hráčovy družiny přidat (nebo naopak odebrat a časem znovu najmout) další členy. Kromě toho existuje několik domů a dalších míst, kde lze najít další dobrodruhy, zpravidla již vycvičené na velmi dobrou úroveň, kteří se k družině přidají jen tehdy, má-li už nějaká dobrodružství za sebou. Družina může mít najednou maximálně pět členů a je čistě na hráči, jak často je bude obměňovat.

### Systém hry
Hra je nelineární, hráč většinou může zvolit pořadí, v jakém bude plnit jednotlivé úkoly (to se pochopitelně netýká úkolů, které na sebe dějově navazují). Úkoly se dají rozdělit na hlavní, s příběhem úzce spjaté, dále na povyšovací, jejichž splnění přinese některé z postav mnoho výhod, a nakonec úkoly vedlejší, zpravidla nejméně složité, které hráč dostává od obyčejných obyvatel. Za každý splněný úkol je družina odměněna jak zlatem, tak zkušenostními body, které jsou nutné při výcviku na vyšší úroveň. Po výcviku se zvýší nejen vitalita (počet bodů života) a mana (možnost kouzlit) každé postavy, ale také přibudou dovednostní body, které lze investovat do rozšíření znalostí postav (ovládání různých druhů zbraní a kouzel a také praktické dovednosti, jako umění obchodování, opravování věcí nebo posilování). Jak tedy hráč postupuje ve hře, stává se ze slabých dobrodruhů všestranná a silná družina.
Kontinent Jadame je rozdělen na devět oblastí. K přesunu z jedné lokality do druhé se lze dostat pěšky, využít služby stájí nebo námořní dopravy (v pozdější fázi hry lze využít i teleportačních kouzel). V každé lokalitě je několik vstupů do lokalit menších, tzv. bludišť nebo dungeonů, které jsou tvořeny jeskyněmi, tvrzemi, hrobkami či starými chrámy. Řešení většiny úkolů se nachází právě v těchto bludištích.